# KBS 뉴스 930 경남
《KBS 뉴스 930 경남》은 KBS 창원 1TV에서 매주 평일 오전 9시 45분에 방송 중인 경남 지역 뉴스 프로그램이다.

## 개요
KBS 창원 뉴스 930으로 읽는다.

## 앵커
| 대수 | 진행자          | 진행 기간                         | 비고        |
| ---- | --------------- | --------------------------------- | ----------- |
| 1대  | 박소영 아나운서 | 일자미상 ~ 일자미상               |             |
| 2대  | 최송현 아나운서 | 일자미상 ~ 2007년 일자미상        |             |
| 3대  | 차재환 아나운서 | 일자 미상 ~ 2013년 12월 31일      |             |
| 4대  | 이아롬 아나운서 | 2014년 1월 2일 ~ 2015년 5월 29일  |             |
| 5대  | 박소영 아나운서 | 2015년 6월 1일 ~ 2016년 1월 22일  |             |
| 6대  | 이아롬 아나운서 | 2016년 1월 25일 ~ 2017년 3월 17일 |             |
| 7대  | 이지인 아나운서 | 2017년 3월 20일 ~ 2018년 2월 2일  |             |
| 8대  | 이아롬 아나운서 | 2018년 2월 7일 ~ 2018년 3월 30일  |             |
| 9대  | 신유진 아나운서 | 2018년 4월 2일 ~ 2021년 7월 2일   |             |
| 10대 | 김민정 아나운서 | 2021년 7월 5일 ~ 2024년 2월 2일   | [ 1 ]       |
| 11대 | 송지원 아나운서 | 2024년 2월 5일 ~ 2024년 3월 21일  |             |
| 12대 | 이지은 아나운서 | 2024년 3월 25일 ~ 2025년 2월 7일  | [ 2 ] [ 3 ] |
| 13대 | 방수빈 아나운서 | 2025년 2월 10일 ~ 현재            |             |

## 기상 캐스터
| 대수 | 진행자             | 진행 기간                         | 비고 |
| ---- | ------------------ | --------------------------------- | ---- |
| 1대  | 김아린 기상 캐스터 | 일자 미상 ~ 2015년 4월 17일       |      |
| 2대  | 송민섭 기상 캐스터 | 2015년 4월 20일 ~ 2017년 2월 17일 |      |
| 3대  | 김태림 기상 캐스터 | 2017년 2월 20일 ~ 2022년 4월 8일  |      |
| 4대  | 김라희 기상 캐스터 | 2022년 4월 11일 ~ 2023년 4월 28일 |      |
| 5대  | 문진희 기상 캐스터 | 2023년 5월 22일 ~ 현재            |      |

## 경쟁 프로그램
- 930 MBC 뉴스 경남 (MBC 경남 TV)
- KNN 뉴스와 생활경제 (KNN TV)